# Sequera de Fresno
Sequera de Fresno – gmina w Hiszpanii, w prowincji Segowia, w Kastylii i León, o powierzchni 13,31 km². W 2011 roku gmina liczyła 52 mieszkańców.